# 遊川和彦
遊川和彦（ゆかわ かずひこ、1955年10月24日 - ）は、日本のテレビドラマの脚本家、映画監督。
東京都生まれ、広島県大竹市育ち。修道中学校・高等学校を経て、広島大学政経学部卒業。既婚。

## 経歴
東京都で生まれ、小学校1年から母親の郷里・広島県大竹市で育った。姉で女優の柳谷ユカや妻の村上麗奈は、「35歳の少女」など遊川が手掛ける作品に多く出演している。
修道高等学校在学中に文化祭で脚本を書いた喜びが、この仕事を始めた契機。大学時代は広島市内の映画館を回りアイスクリームを売るアルバイトをした。映画を見続けるうち、すっかり映画の虜になり、「好きな道で生きて行こう」と決めた。
大学卒業後上京。子どもの頃から目立ちたがり屋で、最初はスターを志望し、無名塾の試験も受けた。映画の専門学校に短期間在籍後、テレビ制作会社ディレクターを経て、1987年(31歳の時）に『うちの子にかぎって…スペシャルII』で脚本家としてデビュー。1990年前後のTBSコメディドラマを八木康夫プロデューサーと共に作り上げた。また、ドラマのノベライズ本も多数出版している。
1991年『ADブギ』、1992年『十年愛』で、ダウンタウン浜田雅功の役者としての才能を開花させた。
1998年の『GTO』では原作、主演人気もあり平均視聴率28.5%、最終回には35.7%という驚異的な視聴率を叩きだした。
2003年、スペシャルドラマ『さとうきび畑の唄』の脚本を担当し、同作品が文化庁芸術祭大賞（テレビ部門）を受賞する。
2005年、涙そうそうプロジェクト『広島 昭和20年8月6日』（2005年8月29日、TBS）が、2006年日本民間放送連盟賞番組部門・最優秀作品に選ばれた。同年、日本テレビの連続ドラマ『女王の教室』を発表。同作品で、第24回向田邦子賞受賞。
TBSの日曜劇場では、田村正和が主演を務めるドラマの脚本を多数手がけている。
他にも松嶋菜々子が主演した作品を手掛けることも多く、それらの多くがヒットしている。特に2011年に彼女が主演した日本テレビの『家政婦のミタ』は、最終回でドラマ視聴率史上歴代4位タイ（放送当時は3位タイ）となる40.0%（21世紀のドラマでは歴代2位、放送当時1位）という、ドラマとしては11年ぶりの高視聴率を記録した。この作品では、2012年東京ドラマアウォード 脚本賞を受賞した。
2012年下半期に放送のNHK連続テレビ小説『純と愛』の脚本を手がけた。プロデューサーの山本敏彦は2年越しで脚本を遊川に依頼しており、遊川の提案であった「これまでの連続テレビ小説っぽくないもの」「演出家や役者にもロを出す」が了承され、脚本を執筆した経緯がある。脚本家としては珍しく週1で撮影現場に足を運ぶ等をし、朝ドラ初主演となった夏菜に演技指導を行う姿が『プロフェッショナル 仕事の流儀』で放送された。
2016年、テレビ朝日の『はじめまして、愛しています。』で第5回コンフィデンスアワード・ドラマ賞 脚本賞を受賞。
2017年公開の映画『恋妻家宮本』で初監督を務めた。同年、『過保護のカホコ』の脚本を担当した。
2019年、テレビ朝日の『ハケン占い師アタル』の脚本と演出を担当。今作がテレビドラマ初演出となった。

## 作品

### 連続テレビドラマ
- オヨビでない奴!（1987年10月21日-1988年3月23、TBS）
- 金太十番勝負!（1988年10月20日-12月22日、フジテレビ
- ママハハ・ブギ（1989年7月3日-9月18日、TBS）
- 予備校ブギ（1990年4月20日-7月6日、TBS）
- 学校へ行こう!（1991年4月8日 - 6月24日、フジテレビ）
- ADブギ（1991年、10月18日-12月20日、TBS）
- 十年愛（1992年、10月16日-12月25日、TBS）
- もしも願いが叶うなら（1994年1月7日-3月25日、TBS）
- 禁断の果実（1994年7月6日-9月28日、日本テレビ）
- 人生は上々だ（1995年10月13日-12月22日、TBS）
- 真昼の月（1996年7月4日 - 9月19日、TBS）
- 智子と知子（1997年7月3日-9月18日、TBS）
- GTO（1998年7月7日-9月22日、関西テレビ）
  - 菅良幸との共同脚本
- 魔女の条件（1999年4月4日-6月17日、TBS）
- オヤジぃ。（2000年10月8日-12月17日、TBS）
- お前の諭吉が泣いている（2001年1月11日-3月15日、テレビ朝日）
- 恋がしたい恋がしたい恋がしたい（2001年7月1日-9月16日、TBS）
- フレーフレー人生!（2001年7月2日-9月10日、読売テレビ）
  - 企画・原案
- おとうさん（2002年10月13日-12月22日、TBS）
- 幸福の王子（2003年7月2日-9月10日、日本テレビ）
- 夫婦。（2004年10月10日-12月19日、TBS）
- 女王の教室（2005年7月2日-9月17日、日本テレビ）
- 誰よりもママを愛す（2006年7月2日-9月10日、TBS）
- 演歌の女王（2007年1月13日-3月17日、日本テレビ）
- 学校じゃ教えられない!（2008年7月15日-9月16日、日本テレビ）
- リミット-刑事の現場2-（2009年7月11日-8月8日、NHK）
- 曲げられない女（2010年1月13日-3月17日、日本テレビ）
- リバウンド（2011年4月27日-6月29日、日本テレビ）
- 家政婦のミタ（2011年10月12日-12月21日、日本テレビ）
- NHK連続テレビ小説 純と愛（2012年10月1日-2013年3月30日、NHK）
- ○○妻（2015年1月14日-3月18日、日本テレビ）
- 偽装の夫婦（2015年10月7日-12月9日、日本テレビ）
- はじめまして、愛しています。（2016年7月14日-9月15日、テレビ朝日）[22]
- 過保護のカホコ（2017年7月12日-9月13日、日本テレビ）
- ハケン占い師アタル（2019年1月17日-3月14日、テレビ朝日）
  - 脚本・演出 (テレビドラマ初演出、演出は一部の放送話のみ)
- 同期のサクラ（2019年10月9日-12月18日、日本テレビ）[23]
- 35歳の少女（2020年10月10日-12月12日、日本テレビ）
- となりのチカラ（2022年1月20日-3月31日、テレビ朝日）
  - 脚本・演出 (演出は一部の放送話のみ)
- 家庭教師のトラコ（2022年7月20日-9月21日、日本テレビ）
- アイのない恋人たち（2024年1月21日-3月17日、朝日放送テレビ）

### 単発テレビドラマ
- 家庭の問題（1987年3月15日、TBS）
- うちの子にかぎって…スペシャルII（1987年4月1日、TBS）
- 百年の物語 第3夜「Only Love」（2000年8月30日、TBS）
- さとうきび畑の唄（2003年9月28日、TBS）
- 涙そうそうプロジェクト『広島 昭和20年8月6日』（2005年8月29日、TBS）
- ひめゆり隊と同じ戦火を生きた少女の記録 最後のナイチンゲール（2006年、日本テレビ）※企画プロデュース担当
- 24時間テレビスペシャルドラマ『にぃにのことを忘れないで』（2009年8月29日、日本テレビ）
- ニセ医者と呼ばれて 〜沖縄・最後の医介輔〜（2010年12月9日、日本テレビ）
- さよなら「家政婦のミタ」特別版（2011年12月21日、日本テレビ）※監修担当
- 純と愛スペシャル 富士子のかれいな一日（2013年4月20日、NHK BSプレミアム）※原案（脚本は丸山智）
- 30分だけの愛（2014年1月2日、読売テレビ）
- 過保護のカホコ〜2018 ラブ＆ドリーム〜（2018年9月19日、日本テレビ）

### 映画
- !［ai-ou］（1991年1月26日、東宝） - 原案
- 喜多郎の十五少女漂流記（1992年、松竹） - 原作
- 恋は舞い降りた。（1997年5月17日、東宝） - 原案
- ekiden 駅伝（2000年11月18日、東映）
- 恋妻家宮本（2017年1月28日、東宝） - 監督・脚本[20]
- 弥生、三月-君を愛した30年-（2020年3月20日、東宝） - 監督・脚本

## 出演番組
- 『家政婦のミタ 遊川和彦×長谷川博己 特別対談』（2012年3月11日、日テレプラス）[24]
- 『プロフェッショナル 仕事の流儀「ぶつかりあって、愛が生まれる 脚本家・遊川和彦」』（2012年9月24日、NHK総合）[25]

## 受賞
- 1996年
  - 第10回ザテレビジョンドラマアカデミー賞 脚本賞（『真昼の月』）[26]
- 2003年
  - 第58回文化庁芸術祭テレビ部門 大賞（『さとうきび畑の唄』）[27]
- 2004年
  - 平成16年日本民間放送連盟賞テレビドラマ部門 最優秀賞（『さとうきび畑の唄』）[28]
- 2005年
  - 第46回ザテレビジョンドラマアカデミー賞 脚本賞 （『女王の教室』）[29]
  - 第24回向田邦子賞（『女王の教室』）[30]
- 2006年
  - 平成18年日本民間放送連盟賞テレビドラマ部門[31]
    - 最優秀賞（『広島 昭和20年8月6日』）
    - 優秀賞（『女王の教室』）

  - 第14回橋田賞[32]
- 2011年
  - 第71回ザテレビジョンドラマアカデミー賞 脚本賞 （『家政婦のミタ』）[33]
- 2012年
  - 東京ドラマアウォード2012 脚本賞（『家政婦のミタ』）[34]
- 2016年
  - 第5回コンフィデンスアワード・ドラマ賞 脚本賞（『はじめまして、愛しています。』）[35][36]